# Воскресенський храм (Боромля)
Воскресенський храм — шостий храм сотенного містечка Боромля. Перша згадка датується 1775 роком.

## Загальні історичні відомості
Переселенці з правобережжя, які заснували містечко Боромлю, були глибоко віруючими людьми. Вони сповідували православ’я. Віра фактично пронизувала все їхнє життя. Разом з переселенцями прибули священнослужителі, які мали спеціальний церковний інвентар та старовинні книги. 
Перша згадка про Воскресенський храм датується 1775 роком. Церква постраждала під час пожежі у 1811 році. Теплий храм на честь Воскресіння Христового було вирішено влаштувати у дзвіниці храму Різдва Пресвятої Богородиці, кам'яна споруда якого на той час вже була завершена.
| 1730 | 1750 | 1770 | 1790 |
| ---- | ---- | ---- | ---- |
| 983  | 1107 | 1259 | 1304 |

## Сьогодення
Храм не зберігся до нашого часу.